# Halichoeres solorensis
Halichoeres solorensis är en fiskart som först beskrevs av Bleeker, 1853.  Halichoeres solorensis ingår i släktet Halichoeres och familjen läppfiskar. IUCN kategoriserar arten globalt som livskraftig. Inga underarter finns listade i Catalogue of Life.